# Langfang
Langfang (xinès: 廊坊) és una ciutat a nivell de prefectura de la província de Hebei, a la República Popular de la Xina. Fins al 1973 era coneguda com a prefectura de Tianjin. Va ser rebatejada com a prefectura de Langfang després que Tianjin es convertís en municipalitat i finalment es va convertir en una ciutat a nivell de prefectura el 1988. Langfang està situada aproximadament a mig camí entre Pequín i Tianjin. Al cens del 2020, la població de Langfang era de 5.464.087 habitants, dels quals 1.147.591 vivien a l'àrea urbanitzada (o metropolitana) formada pels districtes de Guangyang i Anci; la seva superfície total és d'uns 6.417,28 km².

## Geografia
Langfang limita amb Baoding al sud-oest, Cangzhou al sud (ambdues ciutats a nivell de prefectura de Hebei), Pequín al nord i Tianjin a l'est. La ciutat de Sanhe i el comtat de Dachang Hui estan ara conurbats amb Pequín, de manera que formen part de la mateixa zona urbanitzada. Langfang és la ciutat a nivell de prefectura amb la superfície més petita de la província de Hebei.
Tenint en compte la seva posició entre les dues municipalitat de Pequín i Tianjin, Langfang és una ciutat relativament verda. La ciutat té nombrosos parcs. El carrer per a vianants de Langfang, de cinc quilòmetres de llargària, és ara el més llarg de la Xina. D'altra banda, la contaminació de l'aire és un problema greu i el 2013 es va classificar entre les 10 pitjors ciutats de la Xina per contaminació de l'aire, juntament amb altres 6 ciutats de Hebei, com Xingtai, Shijiazhuang, Baoding, Handan, Hengshui i Tangshan, es troben entre les 10 ciutats més contaminades de la Xina.

### L'exclavament "Tres comtats del nord"
L'exclavament dels "Tres Comtats del Nord de Langfang", separat de la resta de la província, és una part de la ciutat de Langfang. L'enclavament comprèn la ciutat de Sanhe, el comtat de Xianghe i el comtat autònom de Dachang Hui i es troba entre els municipis de Pequín i Tianjin.

## Administració
Langfang consta de 2 districtes a nivell de comtat, 2 ciutats a nivell de comtat, 5 comtats, 1 comtat autònom i una zona de desenvolupament econòmic:
- Districte Anci (安次区 Āncì Qū)
- Districte de Guangyang (广阳区)
- Ciutat de Bazhou (霸州市)
- Ciutat de Sanhe (三河市)
- Comtat de Gu'an (固安县)
- Comtat de Yongqing (永清县 Yǒngqīng Xiàn)
- Comtat de Xianghe (香河县 Xiānghé Xiàn)
- Comtat de Dacheng (大城县 Dàchéng Xiàn)
- Comtat de Wen'an (文安县)
- Comtat autònom de Dachang (大厂回族自治县)

- Àrea de desenvolupament econòmic i tecnològic de Langfang